# Torchefelon
Torchefelon est une commune française située dans le département de l'Isère en région Auvergne-Rhône-Alpes.
Ses habitants sont dénommés les Torchefelonais.

## Géographie

### Situation et description
Torchefelon est une petite commune à vocation nettement rurale, positionnée dans la région naturelle des Terres froides qui se situe, elle-même, dans la partie septentrionale du département de l'Isère, au sud de l'agglomérations de La Tour-du-Pin.
Le centre-ville (bourg de Torchefelon) se situe (par la route) à 51 km du centre de Lyon, préfecture de la région Auvergne-Rhône-Alpes et à 63 km de Grenoble, préfecture du département de l'Isère, ainsi qu'à 328 km de Marseille et 533 km de Paris.

### Communes limitrophes
Les communes limitrophes sont  Biol, Doissin, Montagnieu, Saint-Victor-de-Cessieu, Sainte-Blandine et Succieu.

### Géologie et relief
Le territoire de Torchefelon se positionne sur un modeste plateau qui domine la vallée de la Bourbre au nord et celle de l'Hien, son affluent, à l'est, et également parsemé d'étangs. Ce secteur, connu sous l'appellation locale de Terres froides, a été formé par les moraines des glaciers de l'époque quaternaire déposées sur un bloc molassique.

### Hydrographie

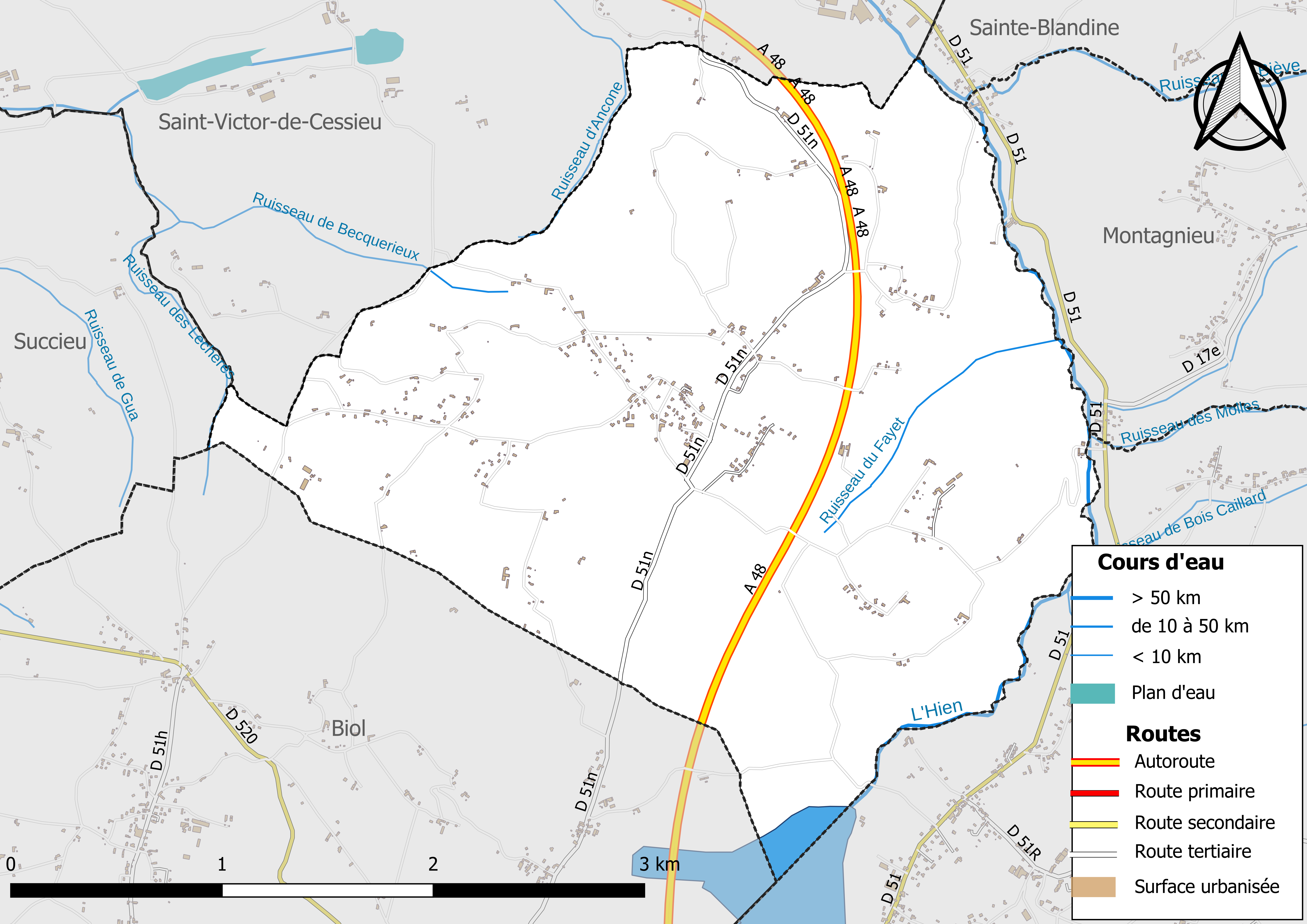
Carte hydrographique de la commune.

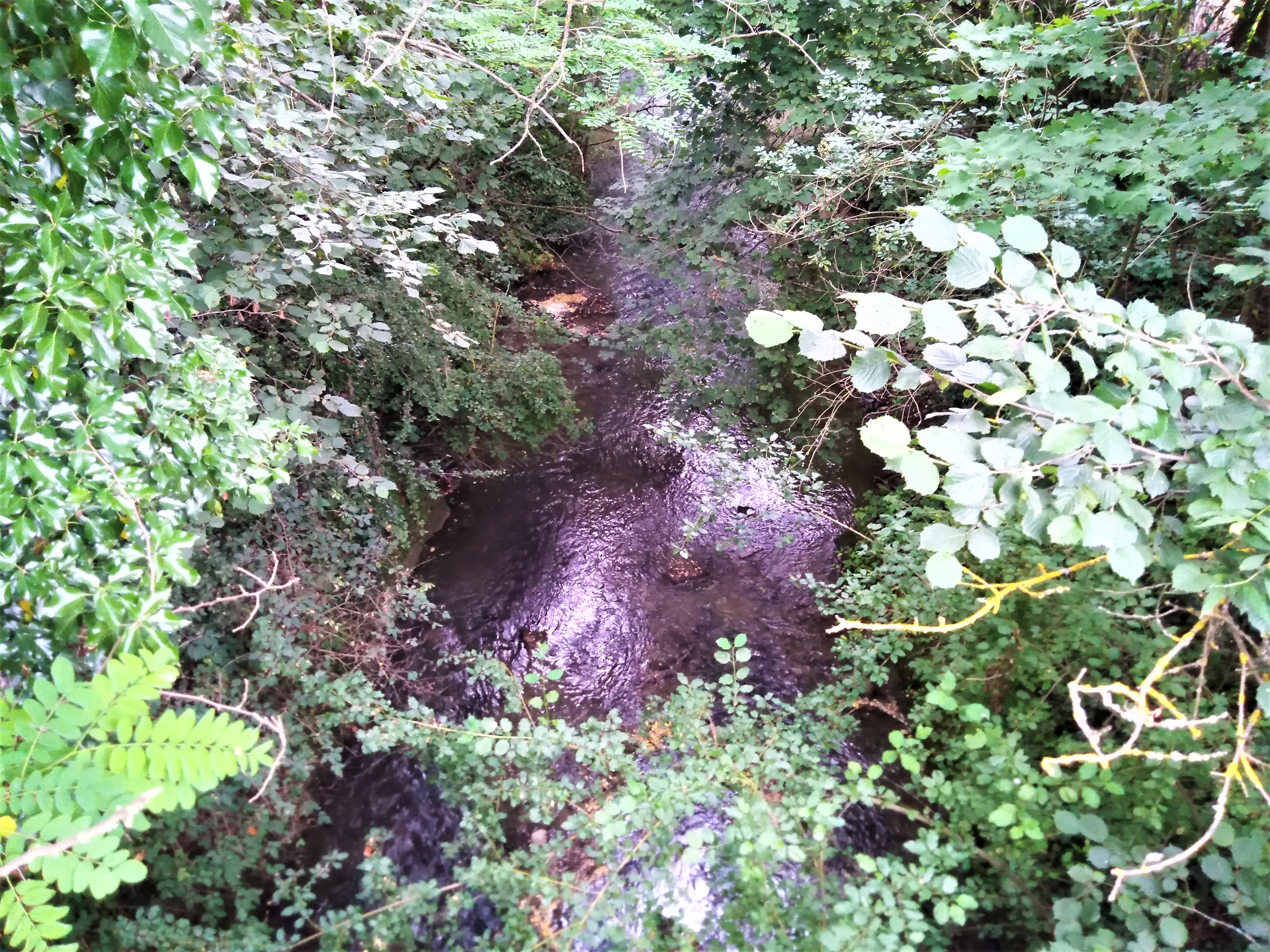
Le ruisseau de l'Hien entre Torchefelon et Doissin

La commune est bordée dans sa partie orientale par le ruisseau de l'Hien, affluent de la Bourbre et d'une longueur de 17,2 km et dans partie occidentale par le ruisseau des moulins, d'une longueur de 5 km.
Ce sont donc des sous-affluents du fleuve le Rhône.

### Climat
Pour des articles plus généraux, voir Climat d'Auvergne-Rhône-Alpes et Climat de l'Isère.
En 2010, le climat de la commune est de type climat océanique altéré, selon une étude du Centre national de la recherche scientifique s'appuyant sur une série de données couvrant la période 1971-2000. En 2020, Météo-France publie une typologie des climats de la France métropolitaine dans laquelle la commune est exposée à un climat de montagne ou de marges de montagne et est dans la région climatique Alpes du nord, caractérisée par une pluviométrie annuelle de 1 200 à 1 500 mm, irrégulièrement répartie en été.
Pour la période 1971-2000, la température annuelle moyenne est de 10,2 °C, avec une amplitude thermique annuelle de 17,4 °C. Le cumul annuel moyen de précipitations est de 1 122 mm, avec 10,1 jours de précipitations en janvier et 6,8 jours en juillet. Pour la période 1991-2020, la température moyenne annuelle observée sur la station météorologique de Météo-France la plus proche, « Bourgoin », sur la commune de Bourgoin-Jallieu à 12 km à vol d'oiseau, est de 12,4 °C et le cumul annuel moyen de précipitations est de 844,0 mm,. Pour l'avenir, les paramètres climatiques de la commune estimés pour 2050 selon différents scénarios d'émission de gaz à effet de serre sont consultables sur un site dédié publié par Météo-France en novembre 2022.

## Urbanisme

### Typologie
Au 1er janvier 2024, Torchefelon est catégorisée commune rurale à habitat dispersé, selon la nouvelle grille communale de densité à sept niveaux définie par l'Insee en 2022.
Elle est située hors unité urbaine et hors attraction des villes,.

### Occupation des sols

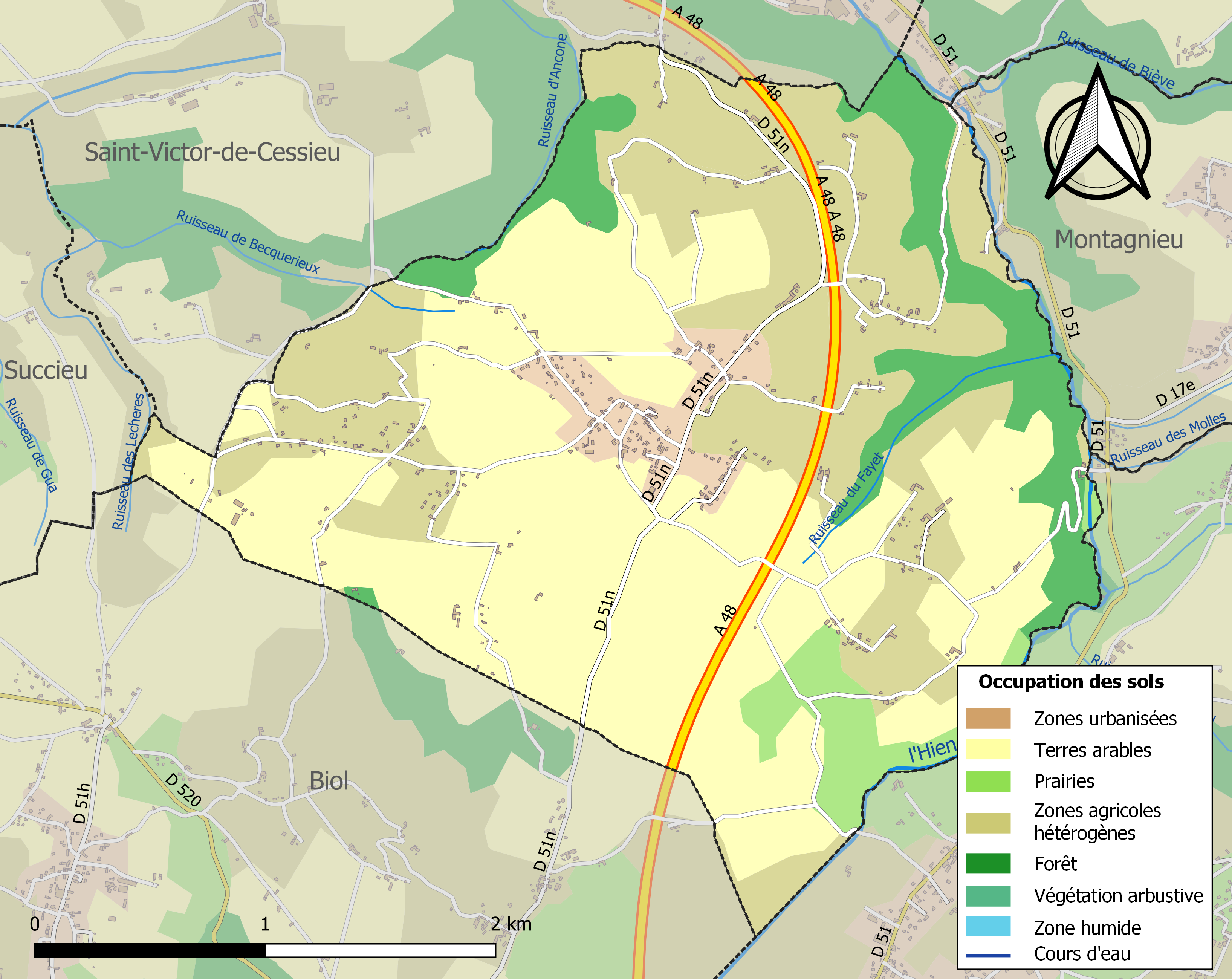
Carte des infrastructures et de l'occupation des sols de la commune en 2018 (CLC).

L'occupation des sols de la commune, telle qu'elle ressort de la base de données européenne d’occupation biophysique des sols Corine Land Cover (CLC), est marquée par l'importance des territoires agricoles (85,4 % en 2018), en diminution par rapport à 1990 (89,6 %). La répartition détaillée en 2018 est la suivante : 
terres arables (47,7 %), zones agricoles hétérogènes (33,4 %), forêts (10,3 %), zones urbanisées (4,3 %), prairies (4,3 %). L'évolution de l’occupation des sols de la commune et de ses infrastructures peut être observée sur les différentes représentations cartographiques du territoire : la carte de Cassini (XVIIIe siècle), la carte d'état-major (1820-1866) et les cartes ou photos aériennes de l'IGN pour la période actuelle (1950 à aujourd'hui).

### Habitat et logement
En 2020, le nombre total de logements dans la commune était de 324, alors qu'il était de 280 en 2015 et de 252 en 2010.
Parmi ces logements, 95,4 % étaient des résidences principales, 2,2 % des résidences secondaires et 2,5 % des logements vacants. Ces logements étaient pour 91 % d'entre eux des maisons individuelles et pour 9 % des appartements.
Le tableau ci-dessous présente la typologie des logements à Torchefelon en 2020 en comparaison avec celle de l'Isère et de la France entière. Une caractéristique marquante du parc de logements est ainsi une proportion de résidences secondaires et logements occasionnels (2,2 %) inférieure à celle du département (8,3 %) et à celle de la France entière (9,7 %). Concernant le statut d'occupation de ces logements, 84,8 % des habitants de la commune sont propriétaires de leur logement (84,4 % en 2015), contre 61,2 % pour l'Isère et 57,5 pour la France entière.
| Typologie                                               | Torchefelon | Isère | France entière |
| ------------------------------------------------------- | ----------- | ----- | -------------- |
| Résidences principales (en %)                           | 95,4        | 84    | 82,1           |
| Résidences secondaires et logements occasionnels (en %) | 2,2         | 8,3   | 9,7            |
| Logements vacants (en %)                                | 2,5         | 7,7   | 8,2            |

### Voies de communication et transport

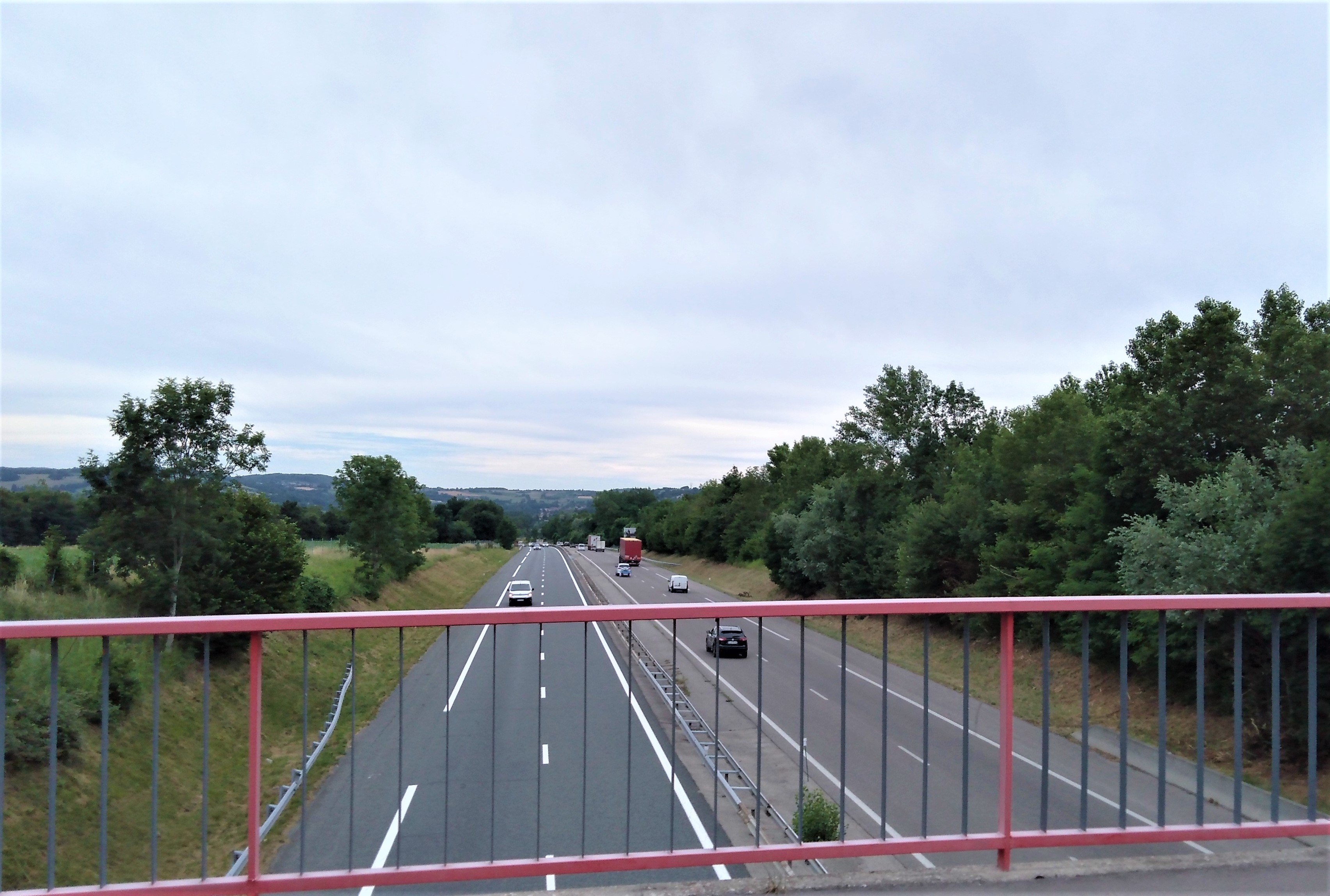
L'A48 à Torchefelon

Le bourg central de la commune et ses principaux hameaux sont situés à l'écart des grandes voies de circulation. Le territoire communal n'est traversé que par une seule route départementale, la RD51n qui relie le bourg de Torchefelon avec le bourg de Biol.
L'autoroute A48  qui relie l'agglomération Lyonnaise à celle de Grenoble traverse la partie nord-est du territoire communal avant de former une grande courbe vers le nord-ouest afin de se raccorder à l'autoroute A43. Les aires de repos de Chanses (sens Grenoble-Lyon) et de Ponteray (sens Lyon-Grenoble) sont situés sur le territoire communal.
La sortie d'autoroute la plus proche (A43) est celle qui dessert l'agglomération de La Tour-du-Pin
- 9 à 47 km : La Tour-du-Pin-centre (puis direction Saint-Victor-de-Cessieu).

La gare ferroviaire la plus proche est la gare de La Tour-du-Pin  desservie par des trains TER Auvergne-Rhône-Alpes.

### Risques naturels et technologiques majeurs

#### Risques sismiques
L'ensemble du territoire de la commune de Torchefelon est situé en zone de sismicité n°3 (sur une échelle de 1 à 5), comme la plupart des communes de son secteur géographique.
| Type de zone | Niveau            | Définitions (bâtiment à risque normal) |
| ------------ | ----------------- | -------------------------------------- |
| Zone 3       | Sismicité modérée | accélération = 1,1 m/s2                |

## Toponymie
Selon les archives de l'ancienne Chambre des comptes du Dauphiné, la cité portait le nom de Tortilianum lors de l'achat du bourg par l'église de Vienne en 926.
Selon André Planck, auteur du livre L'origine du nom des communes du département de l'Isère, le nom de Torchefelon dériverait du terme latin « Tortivus » qui désigne un lieu ou l'« on presse du raisin pour en faire du vin ». L'auteur considère également que l'idée émise d'interpréter ce nom comme le fait d'y « avoir battu (torché) les félons » ne repose sur « aucune réalité historique ou topographique ».

## Histoire

### Préhistoire et Antiquité
Le secteur actuel de la commune de Biol se situe à l'ouest du territoire antique des Allobroges, ensemble de tribus gauloises occupant l'ancienne Savoie, ainsi que la partie du Dauphiné, située au nord de la rivière Isère.

### Moyen Âge
Sur la commune se dressait le château de Ponteray qui est brulé par l'archevêque de Vienne et dont il ne subsiste aucun vestige.

## Politique et administration

### Rattachements administratifs et électoraux

#### Rattachements administratifs
La commune se trouve dans l'arrondissement de La Tour-du-Pin du département de l'Isère.
Elle faisait partie depuis 1801 du canton de La Tour-du-Pin. Dans le cadre du redécoupage cantonal de 2014 en France, cette circonscription administrative territoriale a disparu, et le canton n'est plus qu'une circonscription électorale.

#### Rattachements électoraux
Pour les élections départementales, la commune fait partie depuis 2014 d'un nouveau canton de La Tour-du-Pin porté à 17 communes.
Pour l'élection des députés, elle fait partie de la dixième circonscription de l'Isère.

### Intercommunalité
Torchefelon était membre de la petite communauté de communes de la Vallée de l'Hien, un établissement public de coopération intercommunale (EPCI) à fiscalité propre et auquel la commune avait transféré un certain nombre de ses compétences, dans les conditions déterminées par le code général des collectivités territoriales.
Dans le cadre des dispositions de la loi portant nouvelle organisation territoriale de la République du 7 août 2015, qui prévoit que les établissements publics de coopération intercommunale (EPCI) à fiscalité propre doivent avoir un minimum de 15 000 habitants, cette intercommunalité a fusionné avec ses voisines  pour former, le 1er janvier 2017, la communauté de communes Les Vals du Dauphiné, dont est désormais membre la commune.

### Liste des maires
| Période                                  | Période                   | Identité         | Étiquette | Qualité |
| ---------------------------------------- | ------------------------- | ---------------- | --------- | --- |
| Les données manquantes sont à compléter. |                           |                  |           | |
|                                          |                           |                  |           | |
| mars 1983                                | mars 1989                 | Édouard Durand   |           | |
| mars 1989                                | mars 2008                 | Jean-Claude Vial |           | |
| mars 2008                                | mai 2020                  | Martine Ekoué    | SE        | Professeure au collège Le Calloud à La Tour du Pin |
| 2020                                     | En cours (au 6 juin 2023) | Bernard Badin    |           | Cadre retraité du groupe ABB Président de la CC Les Vals du Dauphiné (2023 → ) Vice-président de Territoire d’énergie Isère Vice-président du Sitom Nord-Isère |

## Équipements et services publics

### Enseignement
La commune est située dans l'académie de Grenoble.

## Population et société

### Démographie
L'évolution du nombre d'habitants est connue à travers les recensements de la population effectués dans la commune depuis 1793. Pour les communes de moins de 10 000 habitants, une enquête de recensement portant sur toute la population est réalisée tous les cinq ans, les populations de référence des années intermédiaires étant quant à elles estimées par interpolation ou extrapolation. Pour la commune, le premier recensement exhaustif entrant dans le cadre du nouveau dispositif a été réalisé en 2005.

En 2022, la commune comptait 823 habitants, en évolution de +13,36 % par rapport à 2016 (Isère : +3,07 %, France hors Mayotte : +2,11 %).
| 1793 | 1800 | 1806 | 1821 | 1831 | 1836 | 1841 | 1846 | 1851 |
| ---- | ---- | ---- | ---- | ---- | ---- | ---- | ---- | ---- |
| 526  | 602  | 680  | 827  | 774  | 777  | 734  | 696  | 720  |

| 1856 | 1861 | 1866 | 1872 | 1876 | 1881 | 1886 | 1891 | 1896 |
| ---- | ---- | ---- | ---- | ---- | ---- | ---- | ---- | ---- |
| 720  | 661  | 674  | 620  | 615  | 590  | 610  | 590  | 534  |

| 1901 | 1906 | 1911 | 1921 | 1926 | 1931 | 1936 | 1946 | 1954 |
| ---- | ---- | ---- | ---- | ---- | ---- | ---- | ---- | ---- |
| 477  | 502  | 457  | 419  | 420  | 403  | 401  | 377  | 349  |

| 1962 | 1968 | 1975 | 1982 | 1990 | 1999 | 2005 | 2006 | 2010 |
| ---- | ---- | ---- | ---- | ---- | ---- | ---- | ---- | ---- |
| 367  | 348  | 311  | 346  | 390  | 449  | 528  | 546  | 621  |

| 2015 | 2020 | 2022 | - | - | - | - | - | - |
| ---- | ---- | ---- | - | - | - | - | - | - |
| 708  | 821  | 823  | - | - | - | - | - | - |

### Médias
Historiquement, le quotidien à grand tirage Le Dauphiné libéré consacre, chaque jour, y compris le dimanche, dans son édition du Nord-Isère, un ou plusieurs articles à l'actualité du canton et de la commune, ainsi que des informations sur les éventuelles manifestations locales, les travaux routiers, et autres événements divers à caractère local.

## Culture locale  et patrimoine

### Lieux et monuments
- Les vestiges du château de Ponteray
- La maison forte de la Murette, XVIe siècle
- La maison forte de Saint-Roch, XVIe siècle
- La maison forte de Saint-Georges-du-Mont, du XVe siècle, propriété de la famille Querrenet au XVIIIe siècle[28].
- L'église Saint-Georges de Torchefelon du village.
- La chapelle de Saint-Georges de Montagnieu
- La chapelle Saint-Roch
- Les vestiges de l'ancienne forge
- La maison dauphinoise de La Rougière

## Pour approfondir